# Hypena ensalis
Hypena ensalis är en fjärilsart som beskrevs av Fabricius 1794. Hypena ensalis ingår i släktet Hypena och familjen nattflyn. Inga underarter finns listade i Catalogue of Life.